# Estadio Republicano Spartak
El estadio Republicano Spartak (en ruso: Республиканский стадион "Спартак") es un estadio multiusos de Vladikavkaz, Rusia. En la actualidad se emplea, fundamentalmente, para la práctica del fútbol. En el estadio Republicano Spartak disputa sus partidos como local el FC Alania Vladikavkaz. El recinto fue edificado en 1962 y tiene una capacidad de 32 464 espectadores, todos ellos sentados.

## Imágenes

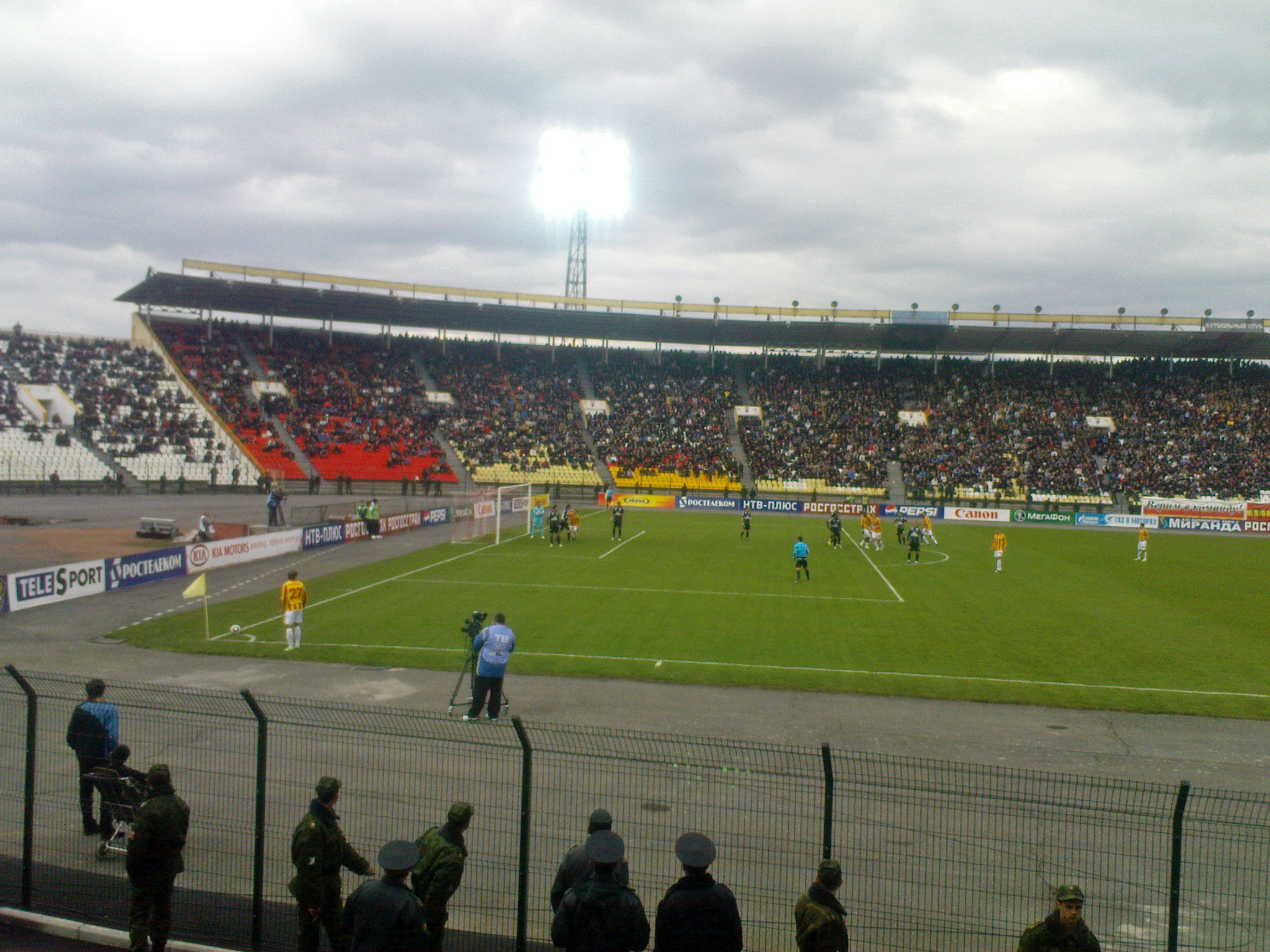
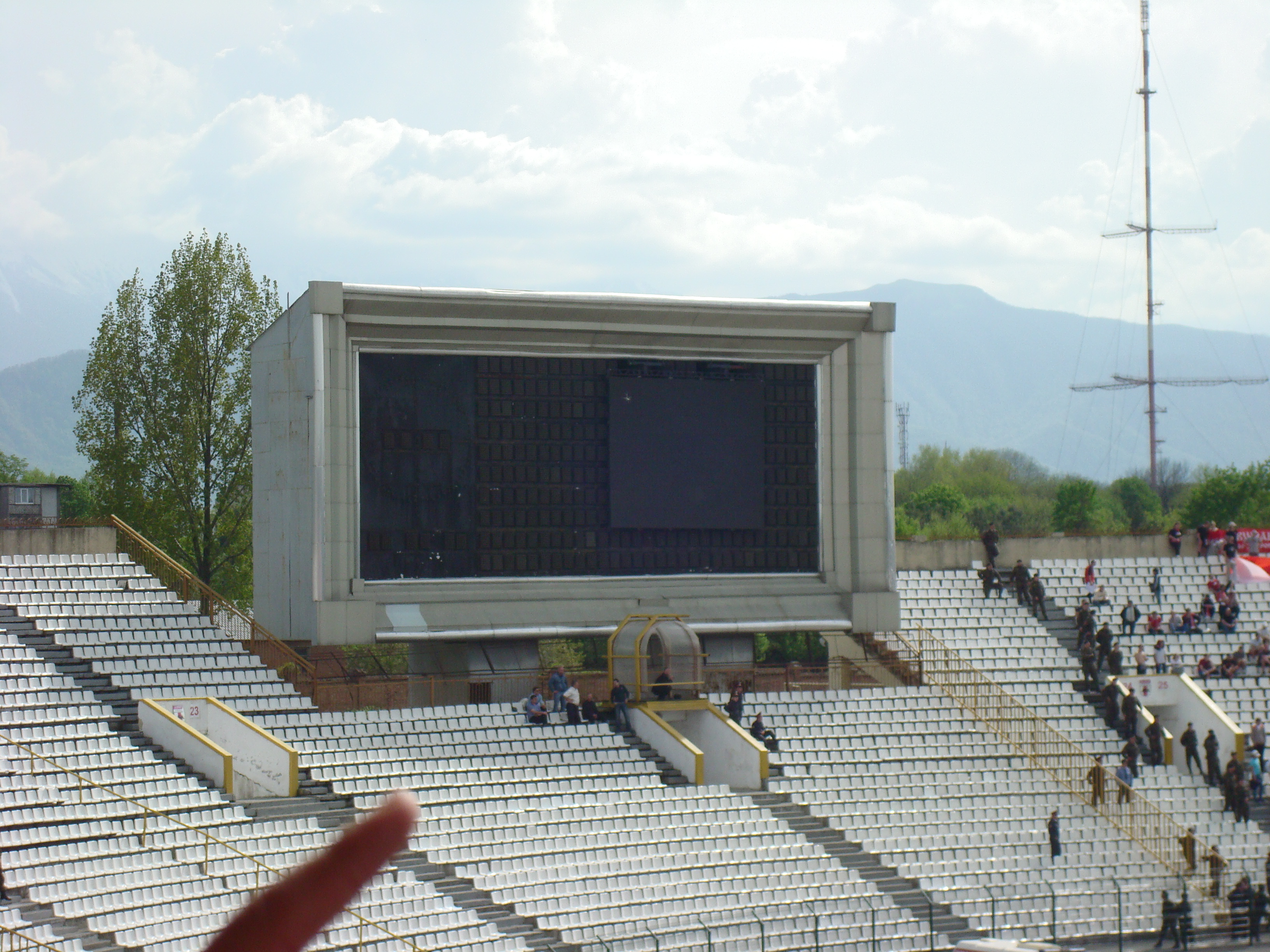
Videomarcador.